# Helina violescens
Helina violescens este o specie de muște din genul Helina, familia Muscidae, descrisă de Carroll William Dodge în anul 1967. Conform Catalogue of Life specia Helina violescens nu are subspecii cunoscute.